# Макавчик, Артём Витальевич
Артём Витальевич Макавчик (бел. Арцём Віталевіч Макаўчык; род. 4 июля 2000, Минск) — белорусский футболист, вратарь минского «Динамо». Сын футболиста Виталия Макавчика.

## Клубная карьера

### «Торпедо» Минск
Футбольную карьеру футболист начинал в юношеском возрасте, также несколько лет проведя в структуре минского «Динамо». Затем футболист перешёл в РУОР, где продолжил заниматься футболом на юношеском уровне. В 2017 году футболист перешёл в минское «Торпедо». В июне 2017 года футболист стал подтягиваться к основной команде клуба. Дебютировал за клуб футболист 1 июля 2017 года в матче против «Орши». Однако закрепиться в основной команде клуба у футболиста не вышло, выступая в роли резервного вратаря. По итогу своего дебютного сезона футболист вместе с клубом стал бронзовым призёром чемпионата. В своём следующем сезоне футболист редко попадал в заявку основной команды клуба, выступая преимущественно за дублирующий состав и сыграв пару матчей в рамках Кубка Беларуси. В августе 2019 года минский клуб был расформирован, а футболист получил статус свободного агента.

### «Энергетик-БГУ»
В августе 2019 года футболист на правах свободного агента перебрался в столичный «Энергетик-БГУ», где остаток сезона провёл за дублирующий состав. В начале 2020 года футболист был переведён в основную команду клуба в роли резервного вратаря. Дебютировал за клуб футболист 8 августа 2020 года в матче против гродненского «Немана». Закрепиться в основной команде футболист смог лишь начиная с августа 2021 года. В начале 2022 года футболист уже в роли основного вратаря клуба начал подготовку к новому сезону. На протяжении всего сезона футболист пропустил всего лишь матч, отличившись 10 «сухими» матчами, став пятым вратарём по этому показателю в рамках чемпионата. По итогу сезона футболист вместе с клубом стал серебряным призёром чемпионата. По окончании сезона в декабре 2022 года футболист официально покинул минский клуб.

### «Динамо» Минск

#### Сезон 2023
В декабре 2022 года по информации источников к футболисту проявляли интерес казахстанские клубы. Позже сообщалось, что футболист подписал контракт с минским «Динамо». В конце декабря 2022 года футболист официально присоединился к клубу, с которым заключил трёхлетний контракт. Дебютировал за клуб футболист 18 марта 2023 года в матче против «Ислочи». Однако затем после матча футболист получил серьёзную травму, из-за чего выбыл из распоряжения клуба на длительный срок. В июле 2023 года футболист вместе с клубом отправился на квалификационные матчи Лиги конференций УЕФА. По итогу квалификационных матчей минский клуб уступил боснийскому «Железничару» по сумме матчей, а сам футболист обе встречи провёл на скамейке запасных. Однако футболист затем на протяжении сезона продолжал выступать за клуб в роли резервного вратаря. По итогу сезона футболист вместе с клубом стал победителем чемпионата.

#### Аренда в «Славию-Мозырь»
В начале 2024 года футболист начинал готовиться к сезоне с основной командой минского «Динамо». Однако за первую половину сезона футболист попал в заявку основной команды всего лишь раз, оставшись на скамейке запасных. В июле 2024 года футболист на правах арендного соглашения присоединился к мозырской «Славии», которое рассчитано до конца сезона. Дебютировал за клуб футболист 13 июля 2024 года в матче Кубка Беларуси против гомельского «Бумпрома». Первый матч в чемпионате футболист сыграл 17 августа 2024 года против «Ислочи». Однако закрепиться в основной команде мозырского клуба у футболиста не вышло, сыграв позже ещё пару матчей и выбыв из распоряжения основной команды. По итогу сезона футболист вместе с клубом завершил чемпионат на итоговом одиннадцатом месте в турнирной таблице. В декабре 2024 года футболист по окончании срока арендного соглашения покинул мозырский клуб.

## Карьера в сборной
Вызывался в стан юношеской сборной Беларуси до 19 лет (2018) и молодёжной сборной до 21 года (2020). 29 марта 2021 года дебютировал в составе молодёжной сборной Беларуси, отыграв все 90 минут в товарищеском матче против Грузии (1:4). В марте 2023 года футболист получил вызов в национальную сборную Беларуси.

## Достижения
«Динамо» Минск
- Чемпион Беларуси: 2023